# Flagler Beach
La ville américaine de Flagler Beach est située dans le comté de Flagler, en Floride. Une partie de la localité s’étend sur le comté de Volusia.

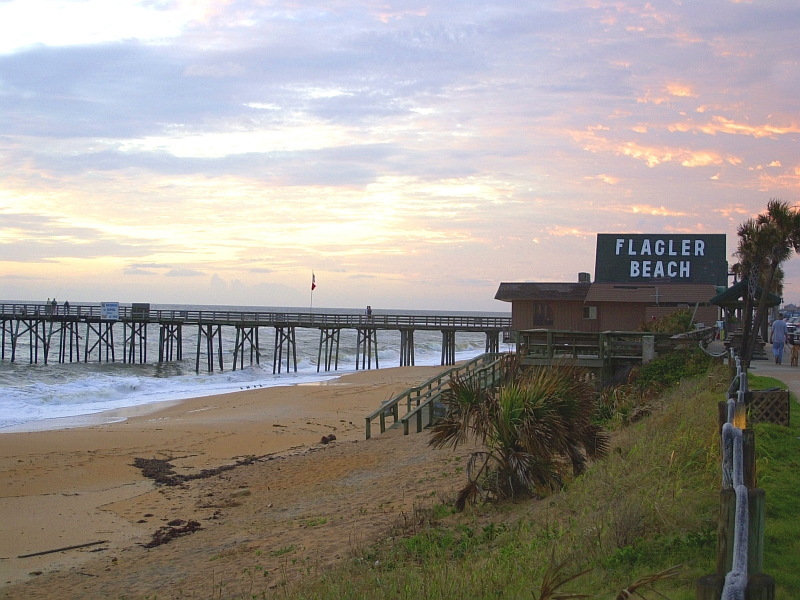
La jetée de Flagler Beach.

La ville est nommée en l'honneur de Henry Morrison Flagler, homme d'affaires propriétaire d'une société de chemins de fer.

## Démographie
| 1930 | 1940 | 1950 | 1960 | 1970  | 1980  |
| ---- | ---- | ---- | ---- | ----- | ----- |
| 198  | 133  | 374  | 970  | 1 042 | 2 208 |

| 1990  | 2000  | 2010  | - | - | - |
| ----- | ----- | ----- | - | - | - |
| 3 820 | 4 954 | 4 484 | - | - | - |

Selon le recensement de 2010, Flagler Beach compte 4 484 habitants. La municipalité s'étend sur 4,02 milles carrés (10,41 km2), dont 3,66 milles carrés (9,48 km2) de terres.